# Blenda uranowa
Blenda uranowa (smółka uranowa, blenda smolista, nasturan) – smoliście czarna, skrytokrystaliczna lub kolomorficzna mająca postać twardych, naciekowych skupień o smolistym połysku, odmiana uraninitu; bogata ruda uranu (60–80% UO2).

## Występowanie
Czechy – Jachymów, Niemcy, Demokratyczna Republika Konga, USA – Kolorado, północna Kanada.
W Polsce – na Dolnym Śląsku – w okolicach Kowar, w okolicach Ogorzelca, w Rudawach Janowickich, w Masywie Śnieżnika, w okolicach Lubina, na Biskupiej Kopie niedaleko Prudnika.

## Znaczenie
- Stanowi bardzo ważne źródło uranu, radu i innych pierwiastków promieniotwórczych
- w niej w 1898 r. Maria Skłodowska-Curie i Pierre Curie zidentyfikowali po raz pierwszy rad i polon[3].